# Йоаким (Горбацький)
Йоаки́м Горба́цький гербу Шренява (Дашке́вич-Горба́цький, (пол. Joachim Daszkiewicz Horbacki herbu Szreniawa; ? Білорусь ― 1795 чи бл. 1804 або після 1808) ― унійний церковний діяч, василіянин, єпископ Пінської єпархії Руської унійної церкви. Рідний брат єпископа Пінсько-Турівського Ґедеона Горбацького.

## Життєпис
Народився в Білорусі (Велике князівство Литовське) в сім'ї шляхтича Антонія Дашкевича-Горбацького гербу Шренява і Христини. Після вступу до Василіянського Чину навчався в студійних монастирях Литовської провінції. Номінований в 1784, а 18 квітня того ж року й висвячений на єпископа Пінська і Турова. У 1793 зрікся уряду на користь свого коад'ютора Йосафата Булгака та попросив про перехід у латинський обряд, у якому був охрещений, на що папа Пій VI дав дозвіл 1 вересня 1793 року. Оселився в монастирі лятеранських каноніків регулярних у м. Слонім (нині Гродненська область, Білорусь) і пожертвував значну суму (110 тис. злотих) на їхній конвікт. В 1789 році нагороджений польським Орденом Св. Станіслава. 
Помер після 1808 року (в польських джерелах датою смерті вказується 1795 рік або близько 1804 року).

## Нагороди
- Орден Святого Станіслава[3]